# Chiesa di San Lorenzo (Propata)
La chiesa di San Lorenzo è un luogo di culto cattolico situato nel comune di Propata, nella città metropolitana di Genova. La chiesa è sede della parrocchia omonima del vicariato del Genovesato della diocesi di Tortona.

## Storia

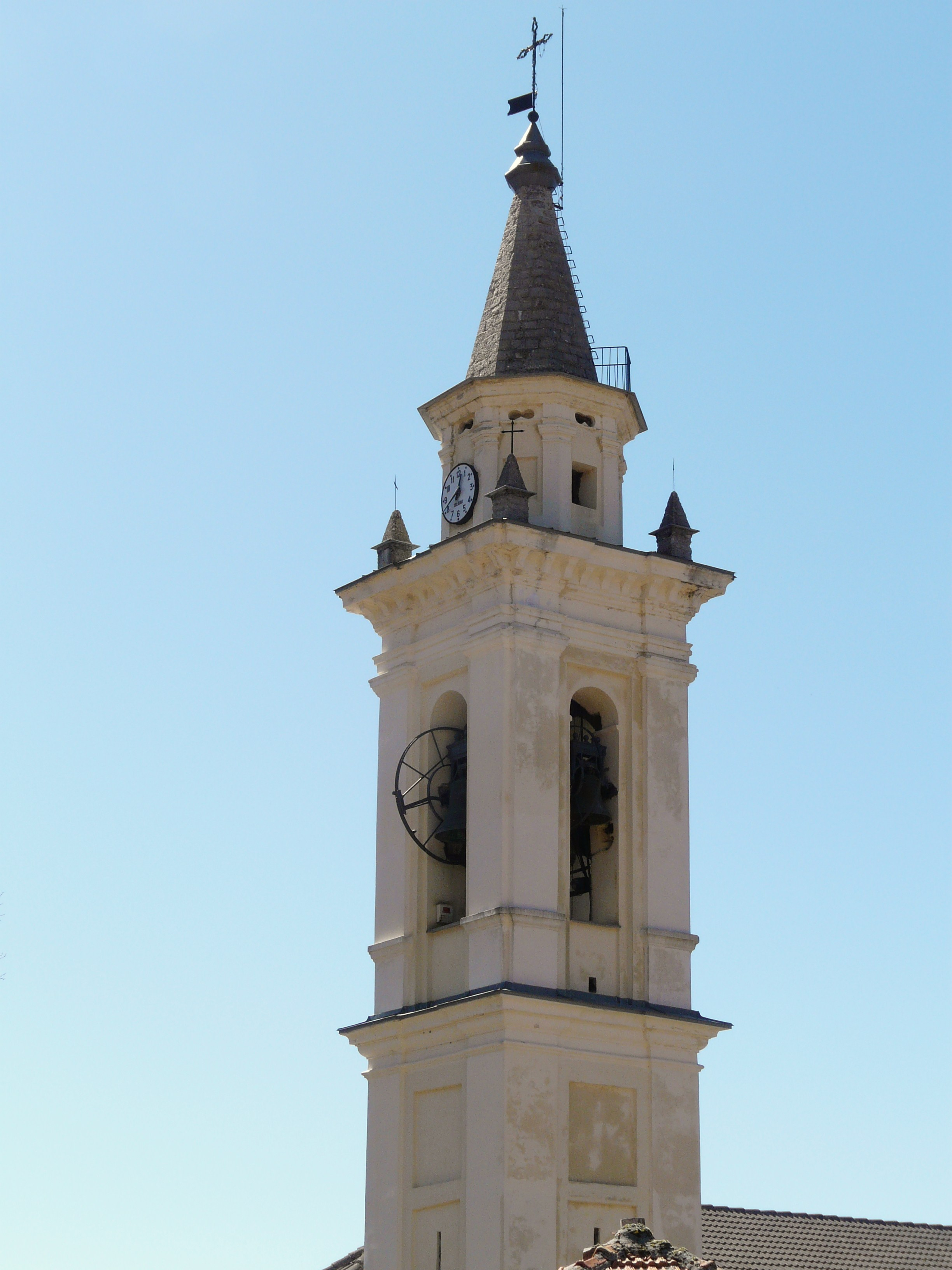
Il campanile

Non esistono notizie certe sulla presenza di un primo edificio di culto nella zona di Propata. Si suppone che molto probabilmente il tutto ebbe inizio con il diffondersi del Cristianesimo nella valle con l'opera di evangelizzazione e civilizzazione portata avanti dai vari monasteri e complessi abbaziali insidiati nei centri vicini (Torriglia, alta val Borbera e Bobbio). Un primo luogo di culto, secondo quanto affermano le leggende e tradizioni popolari, potrebbe essere ricercabile nell'attuale oratorio di San Rocco, ubicato su un monte, e già appartenente alla giurisdizione della pieve di Rovegno.
Successivamente, nell'odierna località denominata Sagrà, venne edificata una nuova chiesa al servizio dei propatesi che, in data sconosciuta, fu abbandonata e demolita per un cedimento del terreno. Seguì la costruzione di un nuovo oratorio, dedicato all'Immacolata, che col passare del tempo e con l'aumentare della popolazione divenne la nuova sede della comunità parrocchiale di San Lorenzo di Propata. Sottoposta ancora nel XVI secolo sotto la pieve di Rovegno, il complesso potrebbe risalire al XIII o XIV secolo in quanto due documenti successivi, conservati nell'archivio parrocchiale e datati al 1595 e al 1660, citano espressamente le proprietà terriere della chiesa, e relativi diritti, acquisite in epoca antica. Nel particolare il documento del 1660, un ricorso del rettore Gio Francesco contro la tassazione dei terreni della chiesa, asserisce che tale proprietà terriera fu donata, senza gravame, dai marchesi Porri, questi ultimi signori della villa di Propata e futuri feudatari dei Visconti nel 1371. Pertanto, riconoscendo veritiero il documento e le affermazioni del rettore, la chiesa già in quel periodo doveva essere edificata e al servizio della comunità. Anche se i registri parrocchiali datano dal 1594 non si conosce, a tutt'oggi, con certezza la data di elezione al titolo parrocchiale.
Visitata dal vescovo di Tortona monsignor Maffeo Gambara il 16 settembre del 1596, la parrocchia di Propata comprendeva nella sua giurisdizione le ville di Propata, Bavastrelli, Caprile e altri piccoli borghi sparsi denominati semplicemente Casoni. Dopo il trentennio di rettorato di don Stefano Avancino o Avancini di Torriglia la parrocchia, dal 1626 al 1739, fu retta nel tempo da quattro parroci della stessa e nobile famiglia Guano di Torriglia; fu in questo periodo che la chiesa assunse le forme architettoniche interne ed esterne attuali.
Dopo l'abbattimento dell'originario campanile, più piccolo rispetto all'attuale, ne fu edificato uno nuovo tra il 1693 e il 1694 e altri interventi ampliativi interessarono l'interno della chiesa, nel 1696, con la costruzione dell'odierno coro e della zona absidale. Il campanile verrà dotato dal 1884 di un nuovo concerto a cinque campane.

## Descrizione

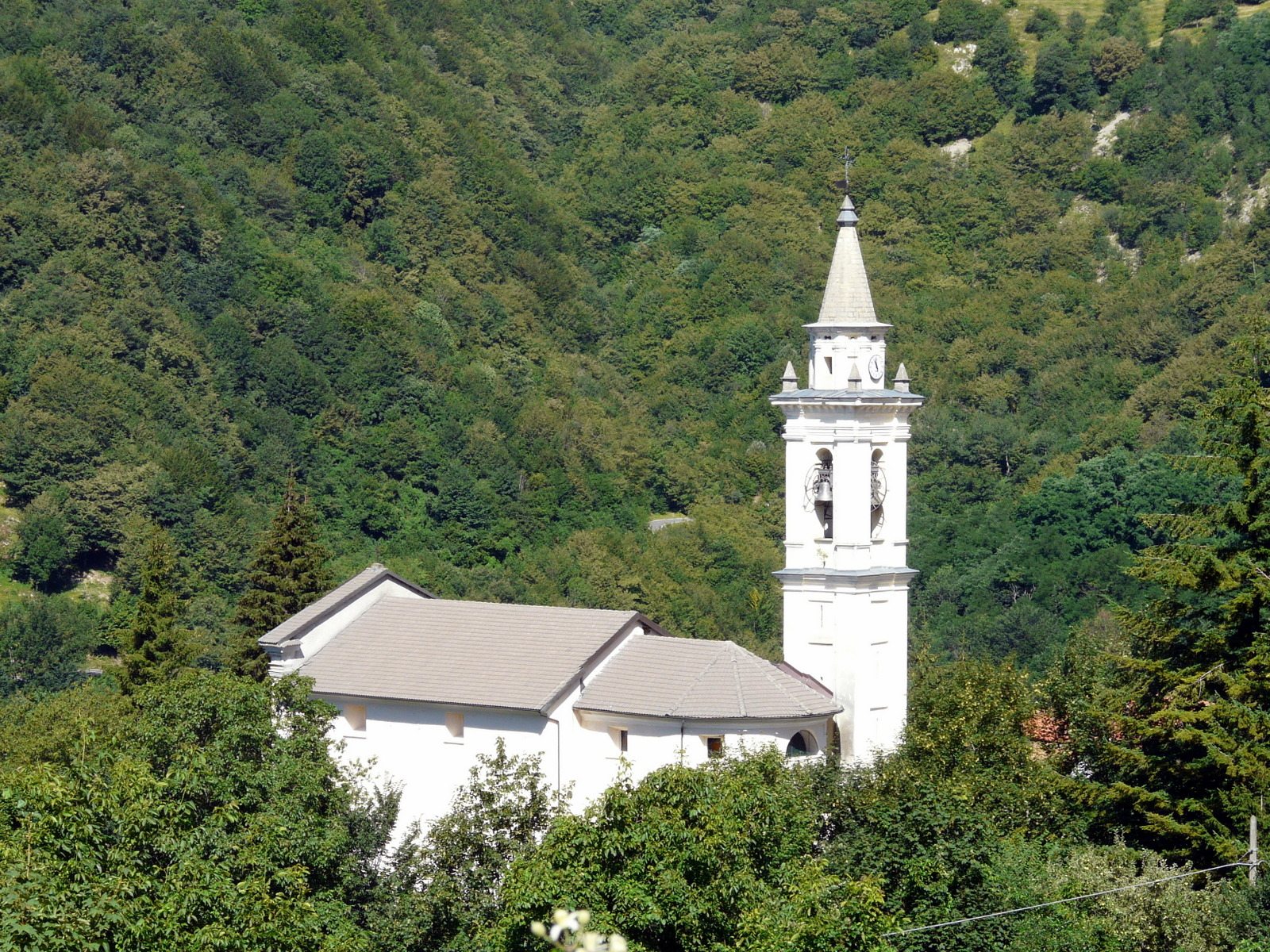
Il complesso

La chiesa presenta quattro altari laterali dedicati a san Rocco, alla Madonna del Rosario, a sant'Antonio Abate e a san Giovanni Battista. Sono conservate le statue lignee dei santi Lorenzo (1675), Giovanni Battista (1675), Madonna del Rosario (1814), Nostra Signora di Lourdes (1905).